# Euro Ice Hockey Challenge 2019/2020
Euro Ice Hockey Challenge 2019/2020 jest to cykl międzynarodowych turniejów organizowanych pod patronatem Międzynarodowej Federacji Hokeja na Lodzie. 

## EIHC Estonia
Mecze turnieju EIHC Estonia odbyły się w dniach od 7 do 10 listopada 2019 roku. W turnieju uczestniczyły reprezentacje sześciu państw: Estonii, juniorska reprezentacja Kazachstanu, Litwy, druga reprezentacja Łotwy, Rumunii oraz Ukrainy. W turnieju zwyciężyła druga reprezentacja Łotwy.

### Wyniki
Grupa A
| 7 listopada 2019 | Litwa | 2:1 pd. | Ukraina | Tondiraba Ice Hall, Tallinn |

| Szczegóły      | Szczegóły  | Szczegóły       | Szczegóły   | Szczegóły                                                                 |
| -------------- | ---------- | --------------- | ----------- | ------------------------------------------------------------------------- |
| Godzina: 15:30 |            | (0:0, 1:1, 1:0) |             | Sędzia główny: Anton Semjonov Sędziowie liniowi: Toivo Tilku Ivan Loginov |
| Godzina: 15:30 | 6 min. kar |                 | 10 min. kar | Sędzia główny: Anton Semjonov Sędziowie liniowi: Toivo Tilku Ivan Loginov |

| 8 listopada 2019 | Estonia | 2:3 | Ukraina | Tondiraba Ice Hall, Tallinn |

| Szczegóły      | Szczegóły  | Szczegóły       | Szczegóły   | Szczegóły                                                                                           |
| -------------- | ---------- | --------------- | ----------- | --------------------------------------------------------------------------------------------------- |
| Godzina: 19:30 |            | (1:1, 0:1, 1:1) |             | Widzów: 72 Sędzia główny: Anton Semjonov Juris Balodis Sędziowie liniowi: Toivo Tilku Jegor Loginov |
| Godzina: 19:30 | 6 min. kar |                 | 10 min. kar | Widzów: 72 Sędzia główny: Anton Semjonov Juris Balodis Sędziowie liniowi: Toivo Tilku Jegor Loginov |

| 9 listopada 2019 | Estonia | 3:2 | Litwa | Tondiraba Ice Hall, Tallinn |

| Szczegóły      | Szczegóły   | Szczegóły       | Szczegóły  | Szczegóły                                                                                           |
| -------------- | ----------- | --------------- | ---------- | --------------------------------------------------------------------------------------------------- |
| Godzina: 19:30 |             | (2:0, 0:0, 1:2) |            | Sędzia główny: Artjom Jeremejev Gints Zviedritis Sędziowie liniowi: Toivo Tilku Karolis Janusauskas |
| Godzina: 19:30 | 14 min. kar |                 | 8 min. kar | Sędzia główny: Artjom Jeremejev Gints Zviedritis Sędziowie liniowi: Toivo Tilku Karolis Janusauskas |

| Lp. | Zespół  | M | Pkt | Z | Zd | Pd | P | G+ | G- | +/- |
| --- | ------- | - | --- | - | -- | -- | - | -- | -- | --- |
| 1   | Ukraina | 2 | 4   | 1 | 0  | 1  | 0 | 4  | 4  | 0   |
| 2   | Estonia | 2 | 3   | 1 | 1  | 0  | 1 | 5  | 5  | 0   |
| 3   | Litwa   | 2 | 2   | 0 | 1  | 0  | 1 | 4  | 4  | 0   |

      = mecz o 1. miejsce       = mecz o 3. miejsce       = mecz o 5. miejsce
Grupa B
| 7 listopada 2019 | Łotwa II | 5:2 | Kazachstan U20 | Tondiraba Ice Hall, Tallinn |

| Szczegóły      | Szczegóły   | Szczegóły       | Szczegóły  | Szczegóły                                                                                          |
| -------------- | ----------- | --------------- | ---------- | -------------------------------------------------------------------------------------------------- |
| Godzina: 19:30 |             | (2:2, 0:0, 3:0) |            | Sędzia główny: Juris Balodis Gints Zviedritis Sędziowie liniowi: Karolis Januskauskas Egor Loginov |
| Godzina: 19:30 | 10 min. kar |                 | 8 min. kar | Sędzia główny: Juris Balodis Gints Zviedritis Sędziowie liniowi: Karolis Januskauskas Egor Loginov |

| 8 listopada 2019 | Rumunia | 3:5 | Łotwa II | Tondiraba Ice Hall, Tallinn |

| Szczegóły      | Szczegóły   | Szczegóły       | Szczegóły   | Szczegóły                                                                                         |
| -------------- | ----------- | --------------- | ----------- | ------------------------------------------------------------------------------------------------- |
| Godzina: 15:30 |             | (0:1, 1:1, 3:3) |             | Sędzia główny: Maksim Toode Gints Zviedritis Sędziowie liniowi: Ivan Loginov Karolis Januskauskas |
| Godzina: 15:30 | 10 min. kar |                 | 10 min. kar | Sędzia główny: Maksim Toode Gints Zviedritis Sędziowie liniowi: Ivan Loginov Karolis Januskauskas |

| 9 listopada 2019 | Kazachstan U20 | 1:2 pd. | Rumunia | Tondiraba Ice Hall, Tallinn |

| Szczegóły      | Szczegóły   | Szczegóły            | Szczegóły  | Szczegóły                                                                              |
| -------------- | ----------- | -------------------- | ---------- | -------------------------------------------------------------------------------------- |
| Godzina: 15:30 |             | (0:1, 1:0, 0:0, 0:1) |            | Sędzia główny: Maksim Toode Juris Balodis Sędziowie liniowi: Ivan Loginov Egor Loginov |
| Godzina: 15:30 | 12 min. kar |                      | 8 min. kar | Sędzia główny: Maksim Toode Juris Balodis Sędziowie liniowi: Ivan Loginov Egor Loginov |

| Lp. | Zespół         | M | Pkt | Z | Zd | Pd | P | G+ | G- | +/- |
| --- | -------------- | - | --- | - | -- | -- | - | -- | -- | --- |
| 1   | Łotwa II       | 2 | 6   | 2 | 0  | 0  | 0 | 10 | 5  | +5  |
| 2   | Rumunia        | 2 | 2   | 0 | 1  | 0  | 1 | 5  | 6  | -1  |
| 3   | Kazachstan U20 | 2 | 1   | 0 | 0  | 1  | 1 | 3  | 7  | -4  |

      = mecz o 1. miejsce       = mecz o 3. miejsce       = mecz o 5. miejsce

### Mecz o piąte miejsce
| 10 listopada 2019 | Litwa | 4:3 | Kazachstan U20 | Tondiraba Ice Hall, Tallinn |

| Szczegóły      | Szczegóły   | Szczegóły       | Szczegóły   | Szczegóły                                                                                            |
| -------------- | ----------- | --------------- | ----------- | --- |
| Godzina: 13:30 |             | (1:1, 3:1, 0:1) |             | Sędzia główny: Artjom Jeremejev Gints Zviedritis Sędziowie liniowi: Egor Loginov Karolis Janusauskas |
| Godzina: 13:30 | 10 min. kar |                 | 12 min. kar | Sędzia główny: Artjom Jeremejev Gints Zviedritis Sędziowie liniowi: Egor Loginov Karolis Janusauskas |

### Mecz o trzecie miejsce
| 10 listopada 2019 | Estonia | 3:1 | Rumunia | Tondiraba Ice Hall, Tallinn |

| Szczegóły      | Szczegóły  | Szczegóły       | Szczegóły  | Szczegóły                                                                                  |
| -------------- | ---------- | --------------- | ---------- | ------------------------------------------------------------------------------------------ |
| Godzina: 17:15 |            | (1:0, 0:1, 2:0) |            | Sędzia główny: Anton Semjonov Maksim Toode Sędziowie liniowi: Artjom Jeremejev Toivo Tilku |
| Godzina: 17:15 | 8 min. kar |                 | 4 min. kar | Sędzia główny: Anton Semjonov Maksim Toode Sędziowie liniowi: Artjom Jeremejev Toivo Tilku |

### Finał
| 10 listopada 2019 | Ukraina | 2:3 | Łotwa II | Tondiraba Ice Hall, Tallinn |

| Szczegóły      | Szczegóły   | Szczegóły       | Szczegóły  | Szczegóły                                                                               |
| -------------- | ----------- | --------------- | ---------- | --------------------------------------------------------------------------------------- |
| Godzina: 10:00 |             | (1:1, 0:2, 1:0) |            | Sędzia główny: Juris Balodis Anton Semjonov Sędziowie liniowi: Toivo Tilku Ivan Loginov |
| Godzina: 10:00 | 14 min. kar |                 | 6 min. kar | Sędzia główny: Juris Balodis Anton Semjonov Sędziowie liniowi: Toivo Tilku Ivan Loginov |

## EIHC Norwegia
Mecze turnieju EIHC Norwegia odbyły się w dniach od 7 do 9 listopada 2019 roku. W turnieju uczestniczyły reprezentacje trzech państw: Austrii, Danii oraz Norwegii. W turnieju zwyciężyła reprezentacja gospodarzy.

### Wyniki
| 7 listopada 2019 | Austria | 1:3 | Norwegia | Lørenskog Ishall, Lørenskog |

| Szczegóły      | Szczegóły   | Szczegóły       | Szczegóły  | Szczegóły                                                                                     |
| -------------- | ----------- | --------------- | ---------- | --------------------------------------------------------------------------------------------- |
| Godzina: 19:00 |             | (1:1, 0:1, 0:1) |            | Widzów: 1200 Sędzia główny: Roy Stian Hansen Sędziowie liniowi: Alexander Waldejer Håvar Dahl |
| Godzina: 19:00 | 12 min. kar |                 | 6 min. kar | Widzów: 1200 Sędzia główny: Roy Stian Hansen Sędziowie liniowi: Alexander Waldejer Håvar Dahl |

| 8 listopada 2019 | Dania | 1:3 | Austria | Lørenskog Ishall, Lørenskog |

| Szczegóły      | Szczegóły  | Szczegóły       | Szczegóły  | Szczegóły                                                                                   |
| -------------- | ---------- | --------------- | ---------- | ------------------------------------------------------------------------------------------- |
| Godzina: 19:00 |            | (1:1, 0:0, 0:2) |            | Widzów: 81 Sędzia główny: Roy Stian Hansen Sędziowie liniowi: Alexander Waldejer Håvar Dahl |
| Godzina: 19:00 | 4 min. kar |                 | 6 min. kar | Widzów: 81 Sędzia główny: Roy Stian Hansen Sędziowie liniowi: Alexander Waldejer Håvar Dahl |

| 9 listopada 2019 | Norwegia | 4:2 | Dania | Lørenskog Ishall, Lørenskog |

| Szczegóły      | Szczegóły   | Szczegóły       | Szczegóły   | Szczegóły                                                                                     |
| -------------- | ----------- | --------------- | ----------- | --------------------------------------------------------------------------------------------- |
| Godzina: 16:00 |             | (0:0, 4:2, 0:0) |             | Widzów: 1908 Sędzia główny: Roy Stian Hansen Sędziowie liniowi: Alexander Waldejer Håvar Dahl |
| Godzina: 16:00 | 14 min. kar |                 | 28 min. kar | Widzów: 1908 Sędzia główny: Roy Stian Hansen Sędziowie liniowi: Alexander Waldejer Håvar Dahl |

| Lp. | Zespół   | M | Pkt | Z | Zd | Pd | P | G+ | G- | +/- |
| --- | -------- | - | --- | - | -- | -- | - | -- | -- | --- |
| 1   | Norwegia | 2 | 6   | 2 | 0  | 0  | 0 | 7  | 3  | +4  |
| 2   | Austria  | 2 | 3   | 1 | 0  | 0  | 1 | 4  | 4  | 0   |
| 3   | Dania    | 2 | 0   | 0 | 0  | 0  | 2 | 3  | 7  | -4  |

## EIHC Polska
Mecze turnieju EIHC Polska odbyły się w dniach od 8 do 10 listopada 2019 roku. W turnieju uczestniczyły reprezentacje czterech państw: Polski, Japonii, Węgier oraz Włoch. Gdański turniej został zorganizowany o Puchar Niepodległości.

### Wyniki
| 8 listopada 2019 | Węgry | 3:4 pd. | Włochy | Hala Olivia, Gdańsk |

| Szczegóły      | Szczegóły  | Szczegóły            | Szczegóły  | Szczegóły   |
| -------------- | ---------- | -------------------- | ---------- | ----------- |
| Godzina: 15:00 |            | (1:1, 1:0, 1:2, 0:1) |            | Widzów: 200 |
| Godzina: 15:00 | 8 min. kar |                      | 8 min. kar | Widzów: 200 |

| 8 listopada 2019 | Polska | 3:2 | Japonia | Hala Olivia, Gdańsk |

| Szczegóły      | Szczegóły   | Szczegóły       | Szczegóły  | Szczegóły                                                                           |
| -------------- | ----------- | --------------- | ---------- | ----------------------------------------------------------------------------------- |
| Godzina: 19:30 |             | (1:1, 2:0, 0:1) |            | Sędzia główny: Omar Pinie Gábor Juhász Sędziowie liniowi: Wiktor Zień Paweł Kosidło |
| Godzina: 19:30 | 12 min. kar |                 | 4 min. kar | Sędzia główny: Omar Pinie Gábor Juhász Sędziowie liniowi: Wiktor Zień Paweł Kosidło |

| 9 listopada 2019 | Polska | 0:2 | Włochy | Hala Olivia, Gdańsk |

| Szczegóły      | Szczegóły  | Szczegóły       | Szczegóły   | Szczegóły                                                                                                  |
| -------------- | ---------- | --------------- | ----------- | --- |
| Godzina: 15:00 |            | (0:0, 0:0, 0:2) |             | Widzów: 400 Sędzia główny: Bartosz Kaczmarek Gábor Juhász Sędziowie liniowi: Wiktor Zień Dariusz Pobożniak |
| Godzina: 15:00 | 6 min. kar |                 | 10 min. kar | Widzów: 400 Sędzia główny: Bartosz Kaczmarek Gábor Juhász Sędziowie liniowi: Wiktor Zień Dariusz Pobożniak |

| 9 listopada 2019 | Węgry | 3:2 | Japonia | Hala Olivia, Gdańsk |

| Szczegóły      | Szczegóły   | Szczegóły       | Szczegóły   | Szczegóły   |
| -------------- | ----------- | --------------- | ----------- | ----------- |
| Godzina: 18:00 |             | (0:2, 0:0, 3:0) |             | Widzów: 200 |
| Godzina: 18:00 | 10 min. kar |                 | 12 min. kar | Widzów: 200 |

| 10 listopada 2019 | Węgry | 2:0 | Polska | Hala Olivia, Gdańsk |

| Szczegóły      | Szczegóły   | Szczegóły       | Szczegóły  | Szczegóły                                                                                              |
| -------------- | ----------- | --------------- | ---------- | --- |
| Godzina: 13:00 |             | (0:1, 0:0, 0:1) |            | Widzów: 300 Sędzia główny: Przemysław Kępa Gábor Juhász Sędziowie liniowi: Andrzej Nenko Paweł Kosidło |
| Godzina: 13:00 | 12 min. kar |                 | 6 min. kar | Widzów: 300 Sędzia główny: Przemysław Kępa Gábor Juhász Sędziowie liniowi: Andrzej Nenko Paweł Kosidło |

| 10 listopada 2019 | Włochy | 1:4 | Japonia | Hala Olivia, Gdańsk |

| Szczegóły      | Szczegóły  | Szczegóły       | Szczegóły  | Szczegóły |
| -------------- | ---------- | --------------- | ---------- | --------- |
| Godzina: 17:00 |            | (1:0, 0:2, 0:2) |            |           |
| Godzina: 17:00 | 8 min. kar |                 | 6 min. kar |           |

Tabela
| Lp. | Zespół  | M | Pkt | Z | Zd | Pd | P | G+ | G- | +/- |
| --- | ------- | - | --- | - | -- | -- | - | -- | -- | --- |
| 1   | Węgry   | 3 | 7   | 2 | 0  | 1  | 0 | 8  | 6  | +2  |
| 2   | Włochy  | 3 | 5   | 1 | 1  | 0  | 1 | 7  | 7  | 0   |
| 3   | Polska  | 3 | 3   | 1 | 0  | 0  | 2 | 3  | 6  | -3  |
| 4   | Japonia | 3 | 3   | 1 | 0  | 0  | 2 | 8  | 7  | +1  |

## EIHC Węgry
Mecze turnieju EIHC Węgry odbyły się w dniach od 11 do 14 grudnia 2019 roku. W turnieju uczestniczyły reprezentacje sześciu państw: Białorusi, Francji, Japonii, Korei Południowej, Ukrainy oraz gospodarzy. W turnieju zwyciężyła reprezentacja Białorusi.

### Wyniki
Grupa A
| 11 grudnia 2019 | Francja | 4:2 | Japonia | Jegpalota Icecenter, Budapeszt |

| Szczegóły      | Szczegóły  | Szczegóły       | Szczegóły  | Szczegóły                                                                                     |
| -------------- | ---------- | --------------- | ---------- | --------------------------------------------------------------------------------------------- |
| Godzina: 16:00 |            | (1:0, 1:0, 2:2) |            | Widzów: 80 Sędzia główny: Márk Kókai Zsombor Pálkövi Sędziowie liniowi: Botond György Pálkövi |
| Godzina: 16:00 | 8 min. kar |                 | 6 min. kar | Widzów: 80 Sędzia główny: Márk Kókai Zsombor Pálkövi Sędziowie liniowi: Botond György Pálkövi |

| 12 grudnia 2019 | Węgry | 1:2 | Japonia | Jegpalota Icecenter, Budapeszt |

| Szczegóły      | Szczegóły  | Szczegóły       | Szczegóły   | Szczegóły                                                                                               |
| -------------- | ---------- | --------------- | ----------- | --- |
| Godzina: 19:30 |            | (0:2, 1:0, 0:0) |             | Widzów: 1047 Sędzia główny: Vladimir Babic Dániel Rencz Sędziowie liniowi: Norbert Muzsik Lim Jung Shao |
| Godzina: 19:30 | 8 min. kar |                 | 10 min. kar | Widzów: 1047 Sędzia główny: Vladimir Babic Dániel Rencz Sędziowie liniowi: Norbert Muzsik Lim Jung Shao |

| 13 grudnia 2019 | Węgry | 2:5 | Francja | Jegpalota Icecenter, Budapeszt |

| Szczegóły      | Szczegóły   | Szczegóły       | Szczegóły   | Szczegóły                                                                                            |
| -------------- | ----------- | --------------- | ----------- | --- |
| Godzina: 19:30 |             | (0:2, 2:1, 0:2) |             | Widzów: 1502 Sędzia główny: Miklós Haszonits Márk Kókai Sędziowie liniowi: Dániel Soós Lim Jung Shao |
| Godzina: 19:30 | 18 min. kar |                 | 14 min. kar | Widzów: 1502 Sędzia główny: Miklós Haszonits Márk Kókai Sędziowie liniowi: Dániel Soós Lim Jung Shao |

| Lp. | Zespół  | M | Pkt | Z | Zd | Pd | P | G+ | G- | +/- |
| --- | ------- | - | --- | - | -- | -- | - | -- | -- | --- |
| 1   | Francja | 2 | 6   | 2 | 0  | 0  | 0 | 9  | 4  | +5  |
| 2   | Japonia | 2 | 3   | 1 | 0  | 0  | 1 | 4  | 5  | -1  |
| 3   | Węgry   | 2 | 0   | 0 | 0  | 0  | 2 | 3  | 7  | -4  |

      = mecz o 1. miejsce       = mecz o 3. miejsce       = mecz o 5. miejsce
Grupa B
| 11 grudnia 2019 | Ukraina | 1:4 | Białoruś | Jegpalota Icecenter, Budapeszt |

| Szczegóły      | Szczegóły  | Szczegóły       | Szczegóły  | Szczegóły                                                                                                |
| -------------- | ---------- | --------------- | ---------- | --- |
| Godzina: 19:30 |            | (0:0, 1:4, 0:0) |            | Widzów: 106 Sędzia główny: Gábor Juhász Shingo Ikegami Sędziowie liniowi: Gergely Korbuly Gergõ Árkovics |
| Godzina: 19:30 | 2 min. kar |                 | 4 min. kar | Widzów: 106 Sędzia główny: Gábor Juhász Shingo Ikegami Sędziowie liniowi: Gergely Korbuly Gergõ Árkovics |

| 12 grudnia 2019 | Białoruś | 6:5 pd. | Korea Południowa | Jegpalota Icecenter, Budapeszt |

| Szczegóły      | Szczegóły   | Szczegóły            | Szczegóły   | Szczegóły                                                                                              |
| -------------- | ----------- | -------------------- | ----------- | --- |
| Godzina: 16:00 |             | (1:1, 1:1, 3:3, 1:0) |             | Widzów: 55 Sędzia główny: Ákos Berger Shingo Ikegami Sędziowie liniowi: Goro Terakado Barna Kis-Király |
| Godzina: 16:00 | 12 min. kar |                      | 14 min. kar | Widzów: 55 Sędzia główny: Ákos Berger Shingo Ikegami Sędziowie liniowi: Goro Terakado Barna Kis-Király |

| 13 grudnia 2019 | Korea Południowa | 4:2 | Ukraina | Jegpalota Icecenter, Budapeszt |

| Szczegóły      | Szczegóły   | Szczegóły       | Szczegóły   | Szczegóły                                                                                            |
| -------------- | ----------- | --------------- | ----------- | --- |
| Godzina: 16:00 |             | (1:1, 2:1, 1:0) |             | Widzów: 134 Sędzia główny: Dávid Kormos Shingo Ikegami Sędziowie liniowi: Áron Soltész Goro Terakado |
| Godzina: 16:00 | 10 min. kar |                 | 28 min. kar | Widzów: 134 Sędzia główny: Dávid Kormos Shingo Ikegami Sędziowie liniowi: Áron Soltész Goro Terakado |

| Lp. | Zespół           | M | Pkt | Z | Zd | Pd | P | G+ | G- | +/- |
| --- | ---------------- | - | --- | - | -- | -- | - | -- | -- | --- |
| 1   | Białoruś         | 2 | 5   | 1 | 1  | 0  | 0 | 10 | 6  | +4  |
| 2   | Korea Południowa | 2 | 4   | 1 | 0  | 1  | 0 | 9  | 8  | +1  |
| 3   | Ukraina          | 2 | 0   | 0 | 0  | 0  | 2 | 3  | 8  | -5  |

      = mecz o 1. miejsce       = mecz o 3. miejsce       = mecz o 5. miejsce

### Mecz o piąte miejsce
| 14 grudnia 2019 | Węgry | 4:2 | Ukraina | Jegpalota Icecenter, Budapeszt |

| Szczegóły      | Szczegóły  | Szczegóły       | Szczegóły   | Szczegóły                                                                                           |
| -------------- | ---------- | --------------- | ----------- | --------------------------------------------------------------------------------------------------- |
| Godzina: 12:30 |            | (2:1, 2:1, 0:0) |             | Widzów: 632 Sędzia główny: Dániel Rencz Shingo Ikegami Sędziowie liniowi: Attila Nagy Dániel Vincze |
| Godzina: 12:30 | 8 min. kar |                 | 12 min. kar | Widzów: 632 Sędzia główny: Dániel Rencz Shingo Ikegami Sędziowie liniowi: Attila Nagy Dániel Vincze |

### Mecz o trzecie miejsce
| 14 grudnia 2019 | Japonia | 2:5 | Korea Południowa | Jegpalota Icecenter, Budapeszt |

| Szczegóły      | Szczegóły   | Szczegóły       | Szczegóły   | Szczegóły                                                                                        |
| -------------- | ----------- | --------------- | ----------- | ------------------------------------------------------------------------------------------------ |
| Godzina: 16:00 |             | (1:2, 0:2, 1:1) |             | Widzów: 432 Sędzia główny: Márk Kókai Gábor Juhász Sędziowie liniowi: Bence Kövesi Goro Terakado |
| Godzina: 16:00 | 37 min. kar |                 | 37 min. kar | Widzów: 432 Sędzia główny: Márk Kókai Gábor Juhász Sędziowie liniowi: Bence Kövesi Goro Terakado |

### Finał
| 14 grudnia 2019 | Francja | 2:3 | Białoruś | Jegpalota Icecenter, Budapeszt |

| Szczegóły      | Szczegóły   | Szczegóły       | Szczegóły  | Szczegóły                                                                                                |
| -------------- | ----------- | --------------- | ---------- | --- |
| Godzina: 19:30 |             | (0:1, 1:2, 1:0) |            | Widzów: 210 Sędzia główny: Miklós Haszonits Zsombor Pálkövi Sędziowie liniowi: Dániel Soós Lim Jung Shao |
| Godzina: 19:30 | 10 min. kar |                 | 6 min. kar | Widzów: 210 Sędzia główny: Miklós Haszonits Zsombor Pálkövi Sędziowie liniowi: Dániel Soós Lim Jung Shao |

## EIHC Austria
Mecze turnieju EIHC Austria odbyły się w dniach od 7 do 8 lutego 2020 roku. W turnieju uczestniczyły reprezentacje czterech państw: Austrii, Danii, Francji oraz Norwegii. Puchar Austrii w hokeju na lodzie zdobyli gospodarze imprezy.

### Wyniki
| 7 lutego 2020 | Dania | 6:1 | Francja | Stadthalle Klagenfurt, Klagenfurt am Wörthersee |

| Szczegóły      | Szczegóły   | Szczegóły       | Szczegóły  | Szczegóły                                                                                                  |
| -------------- | ----------- | --------------- | ---------- | --- |
| Godzina: 16:15 |             | (3:0, 1:0, 2:1) |            | Widzów: 225 Sędzia główny: Roy Stian Hansen Stefan Siegel Sędziowie liniowi: David Nothegger Elias Seewald |
| Godzina: 16:15 | 20 min. kar |                 | 8 min. kar | Widzów: 225 Sędzia główny: Roy Stian Hansen Stefan Siegel Sędziowie liniowi: David Nothegger Elias Seewald |

| 7 lutego 2020 | Austria | 2:0 | Norwegia | Stadthalle Klagenfurt, Klagenfurt am Wörthersee |

| Szczegóły      | Szczegóły  | Szczegóły       | Szczegóły  | Szczegóły |
| -------------- | ---------- | --------------- | ---------- | --- |
| Godzina: 20:00 |            | (2:0, 0:0, 0:0) |            | Widzów: 1500 Sędzia główny: Christian Ofner Daniel Sparer Sędziowie liniowi: Christoph Sternat Sebastian Tschrepitsch |
| Godzina: 20:00 | 8 min. kar |                 | 8 min. kar | Widzów: 1500 Sędzia główny: Christian Ofner Daniel Sparer Sędziowie liniowi: Christoph Sternat Sebastian Tschrepitsch |

| 8 lutego 2020 | Norwegia | 1:2 pk. | Francja | Stadthalle Klagenfurt, Klagenfurt am Wörthersee |

| Szczegóły      | Szczegóły   | Szczegóły                 | Szczegóły   | Szczegóły |
| -------------- | ----------- | ------------------------- | ----------- | --- |
| Godzina: 16:15 |             | (0:0, 0:0, 1:1, 0:0, 0:1) |             | Widzów: 200 Sędzia główny: Christian Ofner Christoph Sternat Sędziowie liniowi: David Nothegger Elias Seewald |
| Godzina: 16:15 | 22 min. kar |                           | 22 min. kar | Widzów: 200 Sędzia główny: Christian Ofner Christoph Sternat Sędziowie liniowi: David Nothegger Elias Seewald |

| 8 lutego 2020 | Austria | 3:2 pd. | Dania | Stadthalle Klagenfurt, Klagenfurt am Wörthersee |

| Szczegóły      | Szczegóły  | Szczegóły            | Szczegóły  | Szczegóły |
| -------------- | ---------- | -------------------- | ---------- | --- |
| Godzina: 20:00 |            | (0:1, 1:0, 1:1, 1:0) |            | Widzów: 1400 Sędzia główny: Roy Stian Hansen Stefan Siegel Sędziowie liniowi: Daniel Sparer Sebastian Tschrepitsch |
| Godzina: 20:00 | 4 min. kar |                      | 8 min. kar | Widzów: 1400 Sędzia główny: Roy Stian Hansen Stefan Siegel Sędziowie liniowi: Daniel Sparer Sebastian Tschrepitsch |

Tabela
| Lp. | Zespół   | M | Pkt | Z | Zd | Pd | P | G+ | G- | +/- |
| --- | -------- | - | --- | - | -- | -- | - | -- | -- | --- |
| 1   | Austria  | 2 | 5   | 1 | 1  | 0  | 0 | 5  | 2  | +3  |
| 2   | Dania    | 2 | 4   | 1 | 0  | 1  | 0 | 8  | 4  | +4  |
| 3   | Francja  | 2 | 2   | 0 | 1  | 0  | 1 | 3  | 7  | -4  |
| 4   | Norwegia | 2 | 1   | 0 | 0  | 1  | 1 | 1  | 4  | -3  |